# نادي أقبو
نادي أقبو لكرة القدم ( بالفرنسية:CF Akbou ) هو نادي كرة قدم جزائري نسائي . يلعب في دوري الدرجة الأولى في الدوري الجزائري تأسس سنة 2010 .

## الألقاب
- البطولة الجزائرية للسيدات : 2024
- كأس الجزائر للسيدات : 2024